# Philippe Alegambe
Philippe Alegambe, né le 22 janvier 1592 à Bruxelles et décédé le 6 septembre 1652 à Rome, est un prêtre jésuite, bibliographe et écrivain spirituel.

## Biographie
Philippe Alegambe fait des études secondaires classiques au premier collège jésuite de Bruxelles. Il entre ensuite, encore très jeune, au service de Pedro Téllez-Girón y Velasco, duc d'Osuna. Quand celui-ci est nommé vice-roi de Sicile (1611), Alegambe l’accompagne en Sicile comme secrétaire particulier.  
À Palerme, Alegambe entre au noviciat de la Compagnie de Jésus (7 septembre 1613). Y poursuivant ses études il fait la philosophie à Palerme avant d’être envoyé au Collège Romain (à Rome) pour la théologie. Il est ordonné prêtre en 1621. 
Après son ordination, et ayant révélé une aptitude remarquable pour les sciences sacrées il est envoyé enseigner la philosophie à Graz en Autriche (1622). Sept ans plus tard (en 1629) il est choisi par le prince d'Eggenberg comme précepteur et guide de son fils, qu’il accompagne dans un long voyage de formation à travers l’Europe : Allemagne, France, Espagne, Italie, et autres pays. Revenu à Graz il enseigne la théologie morale de 1633 à 1638 tout en étant le guide spirituel des étudiants jésuites. 
En 1638, il accompagne à nouveau le jeune prince qui fait partie d’une ambassade extraordinaire envoyée par l’empereur Ferdinand II auprès du pape Urbain VIII, à Rome. Cette mission terminée Alegambe est retenu à Rome par le supérieur général des jésuites Mutio Vitelleschi comme secrétaire pour la correspondance latine.
Ayant de graves problèmes de la vue Alegambe n’est pas en mesure de continuer ce travail. En 1645 il est transféré comme supérieur religieux des jésuites de la maison professe de Rome. Sa compétence spirituelle alliée à une grande prudence et amabilité envers tous et chacun font qu’il est très respecté. Philippe Alegambe meurt à Rome le 6 septembre 1652.

## Œuvres
Alegambe est l’auteur de plusieurs biographies mais il est surtout connu pour avoir continué, à partir de 1642, le grand œuvre de la Bibliotheca Scriptorum Societatis Jesu, commencée par Pedro de Ribadeneyra. Il y travaille en collaboration avec Jean Bolland, le fondateur du groupe appelé plus tard les ‘Bollandistes'
- Bibliotheca Scriptorum Societatis Iesu, Anvers, 1643.
- De vita et moribus P. Ioannis Cardim Lusitani, Rome, 1645.
- Mortes illustres et gesta eorum de Societate Iesu..., Rome, 1657.
- Heroes et victimae charitatis Societatis Iesu..., Rome, 1658.